# The Black Hair EP
The Black Hair EP – pierwszy album projektu Arkitekt gitarzysty grupy The Cranberries, Noela Hogana, wydany w 2007 roku.

## Lista utworów
1. "Black Hair" (3:54)
2. "Nights End" (4:30)
3. "Breathe" (4:41)

## Lista utworów w formacie demo
1. "Nights End" (demo) (4:31)
2. "Black Hair" (demo) (3:21)
3. "Breathe" (demo) (4:28)
4. "Track 34" (working demo) (5:38)

## Muzycy
- Noel Hogan – gitara, programowanie, chórki
- Richard Walters – chórki